# Sanne Dekker
Sanne Dekker (Tilburg, 29 september 1993) is een bobsleeër uit Nederland. Ze komt sinds 2014/15 uit voor Oostenrijk.
Op de Wereldkampioenschappen bobsleeën 2016 behaalde Dekker met het Oostenrijkse team een bronzen medaille in de teamwedstrijd.
Op de Olympische Jeugdwinterspelen 2012 nam Dekker met Marije van Huigenbosch voor Nederland deel aan het onderdeel bobsleeën in de tweemansbob. Hierbij behaalden ze de gouden medaille.